# Nowa Biblia gdańska
Nowa Biblia gdańska – protestancki przekład Pisma Świętego na język polski, dokonany z inicjatywy Śląskiego Towarzystwa Biblijnego. Podstawą przekładu stała się Biblia gdańska, której tekst jest uwspółcześniany i konfrontowany z innymi źródłami.

## Charakterystyka
Zaletą przekładu są przypisy informujące o różnicach między poszczególnymi opracowaniami Biblii. W wielu wypadkach zachowano dosłowną transkrypcję imion. Zmianie tradycyjnej nazwy na dosłowną uległy również nazwy ksiąg biblijnych (m.in. zamiast Dzieje Apostolskie – Dokonania Apostołów w Panu Jezusie Chrystusie; zamiast Kaznodzieja Salomonowy – Księga Koheleta). Tłumaczenie obejmuje protestancki kanon Pisma Świętego (bez ksiąg deuterokanonicznych uważanych przez protestantów za apokryfy).

## Krytyka
Tłumaczenie jest krytykowane przez biblistów za udziwnione, miejscami tendencyjne sposoby tłumaczenia tekstu biblijnego.
Tekst przekładu miejscami drastycznie różni się od innych popularnych przekładów Biblii. Przykładowo fragment z Ewangelii Łukasza 9:23 zawierający apel Jezusa skierowany do potencjalnych uczniów mówiący o „codziennym braniu na siebie swojego krzyża” przetłumaczony jest następująco: „Zaś do wszystkich mówił: Jeśli ktoś chce iść za mną, niech się wyrzeknie samego siebie i niech co dzień odrzuci swój krzyż, i niech mi towarzyszy.”.
Organizacja „Śląskie Towarzystwo Biblijne” zachowuje w tajemnicy i nie ujawnia danych osobowych autorów, zwłaszcza tłumaczy. Z tej przyczyny wśród konserwatywnych, ewangelicznych protestantów jest podnoszona kwestia wiarygodności przekładu.

## Źródła przekładu
Nowy Testament przetłumaczono z języków oryginalnych na podstawie zbioru greckich manuskryptów, znanych jako Textus receptus, przy czym tłumacze przyznają, że ich znajomość greki jest słaba. W „Dzienniku Ucznia” - blogu dotyczącym prac nad tłumaczeniem - tłumacze napisali: „Po pierwsze, po co to nowe tłumaczenie oraz dlaczego my, ludzie słabo znający hebrajski i grekę, podjęliśmy się tej pracy?”. 
Stary Testament opracowany został na bazie trzech źródeł:
- Biblii gdańskiej, w której uwspółcześniono pisownię i gramatykę,
- hebrajsko-polskiego przekładu Tanach – dokonanego w XIX wieku przez Izaaka Cylkowa,
- greckiego tekstu Septuaginty.

Nie korzystano zatem z oryginalnego tekstu hebrajskiego.

## Wydania
Twórcy przekładu nie zastrzegli do niego praw autorskich, a cały przekład udostępniają w Internecie. 
Nowa Biblia gdańska ukazała się w całości drukiem w roku 2012, wydana przez wydawnictwo Szaron

## Porównanie z Biblią gdańską
Wybrane fragmenty ze Starego Testamentu
| Biblia gdańska | Nowa Biblia gdańska |
| --- | --- |
| 2 Mojż. 20:12-15 „Czcij ojca twego i matkę twoję, aby przedłużone były dni twoje na ziemi, którą Pan Bóg twój da tobie. Nie będziesz zabijał. Nie będziesz cudzołożył. Nie będziesz kradł.”                                                                      | „Uszanuj twojego ojca i twoją matkę, aby się przedłużyły twoje dni na ziemi, którą ci da twój Bóg - WIEKUISTY. Nie zamorduj. Nie scudzołóż. Nie ukradnij.” |
| Hi. 1:6-7 „I stało się niektórego dnia, gdy przyszli synowie Boży, aby stanęli przed Panem, że też przyszedł i szatan między nich. Tedy rzekł Pan do szatana: Skąd idziesz? I odpowiedział szatan Panu, i rzekł: Okrążałem ziemię, i przechadzałem się po niej.” | „Otóż pewnego razu się zdarzyło, że przybyli synowie Boscy, aby stawić się przed WIEKUISTYM, a pośród nich przybył też szatan. I WIEKUISTY zapytał szatana: Skąd przybywasz? A szatan odpowiedział WIEKUISTEMU, mówiąc: Z wycieczki na ziemię oraz z przechadzki po niej.” |
| Pnp. 1:1-3 „Pieśń najprzedniejsza z pieśni Salomonowych. Niech mię pocałuje pocałowaniem ust swoich; albowiem lepsze są miłości twoje niż wino. Dla wonności wyborne są maści twoje; imię twoje jest jako olejek rozlany; przetoż cię panienki umiłowały.”       | „Najprzedniejsza pieśń Salomona. O, gdyby mnie pocałował jednym z pocałunków swych ust. Bowiem twoje pieszczoty są przyjemniejsze niż wino. Z powodu wonności rozkoszne są twe pachnidła; twoje imię jak rozlany olejek, i dlatego umiłowały cię dziewice.”                |
| Ps. 23:1-2 „Psalm Dawidowy. Pan jest pasterzem moim, na niczem mi nie zejdzie. Na paszach zielonych postawił mię; a do wód cichych prowadzi mię.” | „Psalm Dawida. BÓG jest pasterzem moim, niczego mi nie brakuje. Daje mi się wylegiwać na zielonych błoniach, do spokojnych wód mnie prowadzi.” |

Wybrane fragmenty z Nowego Testamentu
| Biblia gdańska | Nowa Biblia gdańska |
| --- | --- |
| Mt. 5:3-4 „Błogosławieni ubodzy w duchu; albowiem ich jest królestwo niebieskie. Błogosławieni, którzy się smęcą; albowiem pocieszeni będą.” | „Bogaci żebrzący u Ducha, albowiem ich jest Królestwo Niebios. Bogaci, którzy boleją, albowiem oni będą pocieszeni.” |
| Mt. 6:13 „I nie wwódź nas na pokuszenie, ale nas zbaw ode złego; albowiem twoje jest królestwo i moc i chwała na wieki. Amen.” | „i nie wprowadź nas w doświadczenie, ale nas wybaw od złego. Albowiem Twoje jest Królestwo, moc i chwała na wieki wieków. Amen.” |
| Mt. 16:18 „A Ja ci też powiadam, żeś ty jest Piotr; a na tej opoce zbuduję kościół mój, a bramy piekielne nie przemogą go.” | „A ja ci także powiadam, że ty jesteś Piotr, a na owej opoce zbuduję moje zgromadzenie wybranych i bramy Krainy Umarłych go nie przemogą.” |
| Mt. 28:19-20 „Idąc tedy, nauczajcie wszystkie narody, chrzcząc je w imię Ojca, i Syna, i Ducha Świętego; Ucząc je przestrzegać wszystkiego, com wam przykazał. A oto Jam jest z wami po wszystkie dni, aż do skończenia świata. Amen.”                         | „Wyruszcie więc i czyńcie uczniami wszystkie narody, zanurzając ich w Imię Ojca i Syna i Ducha Świętego; ucząc ich zachowywać wszystko, tyle właśnie, ile wam poleciłem; a oto ja jestem z wami przez wszystkie dni, aż do końca epoki. Amen.”             |
| Hbr. 1:8-9 „Ale do Syna mówi: Stolica twoja, o Boże! na wieki wieków; laska sprawiedliwości jest laska królestwa twego. Umiłowałeś sprawiedliwość, a nienawidziłeś nieprawości; przetoż pomazał cię, o Boże! Bóg twój olejkiem wesela nad uczestników twoich.” | „Ale do Syna: Tron Twój , Boże, aż do porządku wieczności; a berło prawości – berłem Twojego królestwa. Umiłowałeś sprawiedliwość, a znienawidziłeś bezprawie; dlatego w obecności twych uczestników pomazał cię, Boże, Bóg twój, oliwą wielkiej radości.” |
| Obj. 22:14 „Błogosławieni, którzy czynią przykazania jego, aby mieli prawo do drzewa żywota, i aby weszli bramami do miasta.” | „Bogaci ci, którzy czynią jego polecenia, by ich siła była dzięki Drzewu Życia i by bramami weszli do miasta.” |